# Valero Rivera Folch

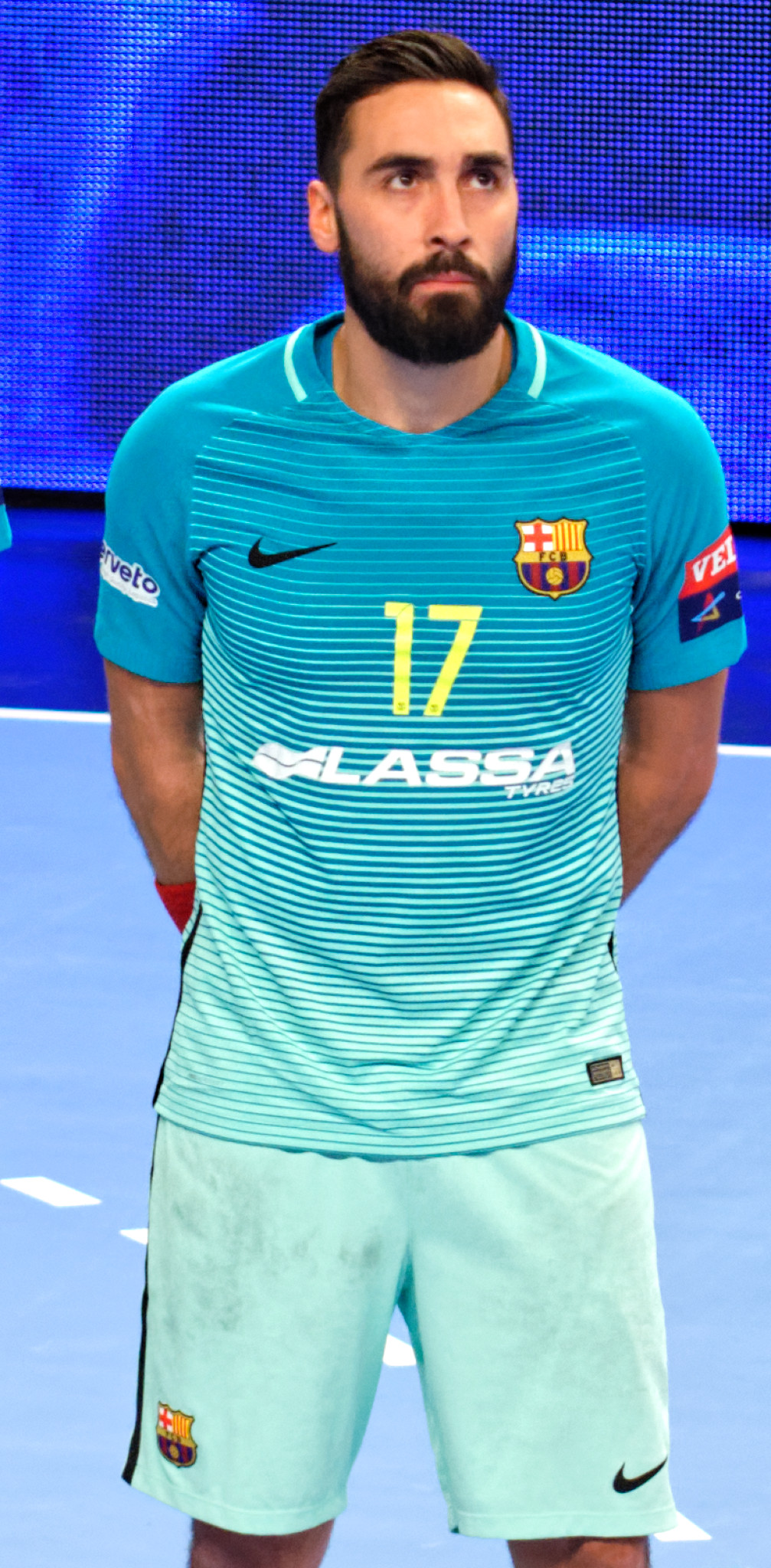
Valero Rivera Folch med FC Barcelona, 2016.

Valero Rivera Folch, född 22 februari 1985 i Barcelona, är en spansk handbollsspelare (vänstersexa). Han är son till handbollstränaren Valero Rivera López.

## Klubbar
- FC Barcelona (2001–2005)
- BM Aragón (2005–2007)
- Algeciras BM (2007–2008)
- BM Guadalajara (2008–2009)
- SD Octavio (2009–2010)
- HBC Nantes (2010–2016)
- FC Barcelona (2016–2018)
- HBC Nantes (2018–)

## Meriter
- VM 2013 i Spanien:  Guld
- EM 2014 i Danmark:  Brons
- VM 2015 i Qatar: 4:a
- EM 2016 i Polen:  Silver
- VM 2017 i Frankrike: 5:a
- EM 2018 i Kroatien:  Guld